# Volksbank Remseck
Die Volksbank Remseck eG ist eine Genossenschaftsbank mit Sitz in der baden-württembergischen Stadt Remseck am Neckar im Landkreis Ludwigsburg.

## Geschichte
Die heutige Volksbank Remseck eG wurde am 24. April 1884 unter dem Namen Aldinger Bank in Aldingen am Neckar gegründet, wo sie bis heute ihre Hauptstelle hat. 1968 fusionierte die damalige Aldinger Bank eGmbH mit der Genossenschaftsbank Hochdorf eGmbH mit dem Sitz in Hochdorf sowie 1972 mit der Neckargröninger Bank eGmbH mit dem Sitz in Neckargröningen zur Volksbank Aldingen eGmbH. Im Jahr 1991 fusionierten die nun Volksbank Aldingen eG genannte Bank mit der Hochberger Bank eG mit dem Sitz in Hochberg zur heutigen Volksbank Remseck eG. Zuletzt erfolgte im Jahr 1992 die Fusion mit der Neckarremser Bank eG mit dem Sitz in  Neckarrems. Seither sind alle Genossenschaftsbanken mit Sitz in den Stadtteilen der 1975 gegründeten Stadt Remseck am Neckar in der Volksbank Remseck eG vereint.
In Folge der 2020 erfolgten Fusion der VR-Bank Neckar-Enz eG, der VR-Bank Asperg-Markgröningen eG und der Volksbank Ludwigsburg eG zur VR-Bank Ludwigsburg eG ist die Volksbank Remseck neben der VR-Bank Ludwigsburg die einzig weitere Genossenschaftsbank im Landkreis Ludwigsburg.

## Rechtsverhältnisse
Die Volksbank Remseck eG ist im Genossenschaftsregister beim Amtsgericht Stuttgart unter GnR 200007 eingetragen.

## Organisationsstruktur
Rechtsgrundlagen sind das Genossenschaftsgesetz und die durch die Vertreterversammlung beschlossene Satzung. Organe der Bank sind der Vorstand, der Aufsichtsrat und die Vertreterversammlung.

## Sicherungseinrichtung
Die Volksbank Remseck eG ist der amtlich anerkannten Sicherungseinrichtung des Bundesverbandes der Deutschen Volksbanken und Raiffeisenbanken GmbH und der zusätzlichen freiwilligen Sicherungseinrichtung des Bundesverbandes der Deutschen Volksbanken und Raiffeisenbanken e.V. angeschlossen.

## Geschäftsausrichtung
Die Volksbank Remseck eG betreibt das Universalbankgeschäft. Im Verbundgeschäft arbeitet sie mit der DZ Bank, R+V Versicherung, Bausparkasse Schwäbisch Hall, Teambank, VR Leasing, DZ Hyp und der Union Investment zusammen.

## Geschäftsgebiet
Das Geschäftsgebiet liegt im Süden des Landkreises Ludwigsburg.
Neben der Geschäftsstelle am Hauptsitz der Bank werden sechs weitere SB-Geschäftsstellen innerhalb von Remseck betrieben.